# Эпикорос
Эпикорос, или апикорос (ивр. אפיקורוס‎, мн. чис. эпикорсим; апикорсим), — в обыденной еврейской речи именование человека-еретика, нетвёрдого в своей вере или вообще слабого в религии. Аналогично русскому слову «нигилист» середины XIX века.

## Этимология
Происходит это слово от греческого Έπικοΰρος (Эпикур); но Маймонид, производящий слово от новоеврейского הפקר (брошенный, ничей), утверждает, что оно означает человека, который отказывается повиноваться законам.

## Первые упоминания
В Мишне (Санх. 10:1) слово אפיקורוס — по мнению Льва Каценельсона — обозначает приверженца эпикурейской философии, что им усматривается из контекста: «Все израильтяне имеют свою долю в будущем мире (Олам ха-Ба). Однако из этой доли в будущем мире исключаются: лица, не верящие в воскресение мёртвых, утверждающие, что законы не были даны Богом, и эпикорос». Из вышеприведённого вытекает, что название эпикорос относится к человеку, не верящему в загробную жизнь.
В древнем комментарии к книге Чисел (Сифре, 112) сказано: «Человек, пренебрегающий словами Божиими, — саддукей; человек же, преступивший заповеди Господни, — эпикорос».

## В России середины XIX века
Произносимое как «апикоре́с», данное слово было популярным в разговорной речи евреев дореволюционной России. В эпоху просветительного движения в середине XIX века оно сыграло роль, схожую с известным русским термином «нигилист». В столкновении старого, патриархального уклада жизни с народившимися новыми веяниями, в борьбе ортодоксальных «отцов» с «детьми», приверженцами «просвещения», кличка «апикорес» занимала доминирующее положение.
Всё живое, что не мирилось с традициями, клеймилось у старого поколения евреев термином «апикореус», а приверженцы новшеств были объявлены «апикореами», то есть неверующими, безбожниками, отщепенцами. Подобная кличка довольно часто бывала равносильна волчьему паспорту, и её носители становились объектом всевозможных гонений и преследований.
С другой стороны, кличка «апикорес» пользовалась большим почётом среди молодого поколения: она означала то же, что «маскил» («уразумевший», просвещённый), то есть приверженца прогресса, поборника просвещения.
Начиная с 1880-х гг., когда усилились националистические, а затем и социалистические течения в еврействе, термин «апикорес» так же стушевался в еврейской литературе и жизни, как в русской слово «нигилист». Борьба между старым и новым поколениями уже не ограничивалась областью религиозных вопросов; программа последнего больше не исчерпывалась формулой «просвещение»: она стала более сложной и разнородной — и старый термин «апикорес» был заменен новыми лозунгами.

## Отношение к эпикорос
Раввинские законы по отношению к эпикорос весьма суровы. Так, например, раввин, пребывающий на своём посту, не может быть свергнут с него, даже если бы он был грешником; но если он читает книгу, написанную одним из эпикорос, его неприкосновенность прекращается. Человеку, относительно которого существует подозрение, что он эпикорос, не разрешается публично читать молитву. Если эпикорос произносит бенедикцию, строго запрещается кому бы то ни было заключать её возгласом «амен».